# Fitokemikalija
Fitokemikalije so kemijske spojine, ki jih pridobivamo iz rastlin ali njihovih plodov. So produkt sekundarnega metabolizma rastlin.
Nekatere od najpogosteje omenjenih skupin fitokemikalij so:
- karotenidi (rumena in oranžna zelenjava in sadje, temno zelena listasta zelenjava)
- glukozinolati (brokoli, zelje, cvetača)
- kumarini (zelenjava in citrusi)
- flavonoidi (večina sadja in zelenjava)
- fenoli (večina sadja in zelenjave, zeleni čaj, vino)
- izoflavoni (soja)
- spojine aliuma (česen, čebula)
- inozitol heksafosfat (rastline, zlasti soja in žitarice).